# Dabeiba
Dabeiba es un municipio de Colombia, localizado del departamento de Antioquia. Es conocido como "La Puerta del Urabá". Limita por el norte con los municipios de Mutatá e Ituango, por el este con los municipios de Ituango, Peque y Uramita, por el sur con los municipios de Uramita y Frontino y por el oeste con los municipios de Murindó y Mutatá. Su cabecera dista 183 kilómetros de la ciudad de Medellín, capital del departamento de Antioquia. El municipio posee una extensión de 1883 km². La batalla de Dabeiba fue librada en este municipio en octubre del 2000.

## Toponimia
El nombre de Dabeiba proviene de doña Dabeiba Hernández, una famosa protectora de colonos en la región. A su vez, el nombre de esta dama constituye una variación del de un mítico tesoro indígena denominado “Dabeibe” y también del nombre de una diosa de la etnia de los catíos, considerada benefactora y maestra de los hombres. Pero es seguro que el nombre del pueblo provino del de doña Dabeiba y no de los vocablos catíos.

## División Política-Administrativa
Aparte de su Cabecera municipal. Dabeiba tiene bajo su jurisdicción los siguientes corregimientos (de acuerdo a la Gerencia departamental):
- Camparrusia: Es uno de los tres corregimientos del Municipio de Dabeiba, ubicado aproximadamente a 48 kilómetros de la cabecera municipal, este corregimiento lo componen alrededor de  16 Veredas. su economía es basada en el cultivo de Café, considerándose el sector más cafetero del Municipio, la temperatura promedio oscila entre los 18 a los 24 °C. Actualmente, el caserío ha sufrido afectaciones provocadas por el río Camparrusia y quebrada el Tigre, provocando que la comunidad adquiriera un lote en una finca cercana para trasladar el asentamiento. Cuenta con una sola Institución Educativa, llamada I.E.R San Rafael, las sede principal de este colegio se encuentra desalojada por riesgo inminente de desplome, por lo cual, la gobernación de Antioquia, procedió a construir aulas móviles, para poder continuar prestando el servicio educativo en la región.
- Llano Grande - La Nueva Habana
- San José de Urama

## Historia
Estos territorios fueron dominios de los catíos antes de la llegada de los españoles. Las tribus opusieron furiosa resistencia a la colonización de sus dominios pero fueron reducidas finalmente casi hasta su exterminación. Hoy día sobreviven en la región descendientes de aquellos pueblos que hoy se consideran patrimonio cultural de Colombia. Después de expulsados o sometidos los catíos sobrevivientes, Dabeiba fue jurisdicción del municipio de Frontino. Se fundó en 1850 en un paraje conocido como El Mohán y al principio se llamó Dabeiba Viejo. 
Los historiadores colombianos de principios y mediados del siglo XX veían en la región Occidente de Antioquia la redención de este departamento. Algún escritor decía en 1938: “El futuro de Antioquia está en las ubérrimas tierras de Occidente. Sus hombres miran al mar y construyen una carretera que será su obra redentora”. El doctor Manuel Uribe Ángel, connotado historiador antioqueño, escribió hace casi cien años: “Es por esta parte, por la que Antioquia habrá de tener en lo porvenir seguro medio de enriquecimiento y de grandeza; porque es por ella por donde habrá de establecerse más tarde un camino que conduzca a los antioqueños hasta la orilla del Atlántico y de allí a todas partes del mundo”.  
La carretera inicial de la cual hablaba el visionario se construyó por fin pero atravesando una geografía tan pesada que en los tiempos modernos no permitía la circulación de vehículos de carga con capacidad suficiente para abastecer y justificar la construcción de un futuro puerto antioqueño en Turbo. 
En 2006, fue dado al servicio el Túnel de Occidente Fernando Gómez Martínez. Hoy día Dabeiba es paso obligado desde Medellín hasta el mar Caribe, lo cual ha traído algo de prosperidad.

## Generalidades
- Fundación: El 3 de noviembre de 1850
- Erección en municipio, 1887
- Fundadores: John Henry White Blake
- Apelativo:Puertas de Urabá.
- Gentilicio: Dabeibano

El Gobernador del Departamento de Antioquia, expidió el Decreto No 488 de 1962, que en el primer considerando dice: ”Que el 11 de noviembre en curso celebra Dabeiba el septuagésimo quinto aniversario de su erección como Municipio, hecho cumplido en virtud del Decreto Nro. 1.020 de 1887 del gobernador de Antioquia, doctor y general Marceliano Vélez, que así dio vida jurídica a la fundación realizada por Don Juan Henrique White, egregio caballero que fiel a los principios de su estirpe, luchó con la brava naturaleza, organizó el poblado y se arraigó allí en forma tal que él y su preclara descendencia se confunden íntegramente con la historia y geografía de esa exuberante zona antioqueña.

## Demografía
Población Total: 23 044 hab. (2018)
- Población Urbana: 9 042
- Población Rural: 14 002

Alfabetismo: 65.7% (2005)
- Zona urbana: 81.3%
- Zona rural: 55.6%

### Etnografía
Según las cifras presentadas por el DANE del censo 2005, la composición etnográfica del municipio es: 
- Mestizos & Blancos (86,2%)
- Indígenas (13,2%)
- Afrocolombianos (0,6%)

## Vías de acceso
Está comunicada por carretera con los municipios de Mutatá, Peque, Uramita y Frontino. Es puerto fluvial sobre el río Murindó
Actualmente el Ministerio de Transporte, gestiona el proyecto de doble calzada que irá desde Santafé de Antioquia hasta Turbo, lo cual beneficiará a Dabeiba, y además de traer progreso, se espera ayude a disminuir la violencia en el municipio.

## Economía
- Agricultura: Maíz, Fríjol, Caña, Café, Tomate, Cacao, Maracuyá y otros frutales
- Maderas y Explotación Forestal
- Minería
- Artesanías
- Ganados.

## Fiestas
- Fiestas del campesino, en el mes de junio
- Fiesta de la Raza Indígena, en el mes de octubre
- Fiestas de Grano y del Retorno- En el 2018 del 2 al 5 de noviembre
- Semana Santa en marzo o abril.
- Fiestas a la Santa Laura Montoya (en mayo y el 21 de octubre)
- Fiestas Patronales, Virgen de las Mercedes (24 de septiembre)

## Personalidades Nacidas
+ Lokillo (comediante)

## Sitios de interés
- Parroquia Dabeiba Santuario Santa Laura Montoya.
- Ermita Santa Laura Montoya

Patrimonio natural:
- Parque Natural Nacional del Paramillo
- Cuevas de Mohán
- Puente Natural Sobre el río Sucio
- Reserva de los indígenas Catíos Emberá
- Cueva del Encanto.
- Charco de Chibugá
- Charco de Piedras Blancas
- Charco de Chéver
- Charco de Pegadó
- Charco de Vallesí
- Cascadas de La Cerrazón
- Termales de Cruces de Tuguridó